# Championnat d'Allemagne féminin de football 2004-2005
Navigation
Édition précédente Édition suivante
La Frauen-Bundesliga 2004-2005 est la 32e édition du championnat d'Allemagne féminin de football.
Le premier niveau du championnat féminin oppose douze clubs allemands en une série de vingt-deux rencontres jouées durant la saison de football. La compétition débute le 5 septembre 2004 et s'achève le 10 mai 2005.
La première place du championnat est qualificative pour la Coupe féminine de l'UEFA alors que les deux dernières places sont synonymes de relégation en 2. Frauen-Bundesliga.
Lors de l'exercice précédent, le TSV Crailsheim et le SG Essen-Schönebeck ont gagné le droit d'évoluer dans cette compétition après avoir fini aux deux premières places de la phase finale de Regionalliga.
Le FFC Turbine Potsdam, champion en 2004, est quant à lui, le seul représentant allemand en Coupe féminine de l'UEFA 2004-2005.
À l'issue de la saison, le FFC Francfort décroche le cinquième titre de champion d'Allemagne de son histoire. Dans le bas du classement, le TSV Crailsheim et le VfL Wolfsbourg, sont relégués.
| \| SC Bad Neuenahr Bayern Munich TSV Crailsheim FCR Duisbourg SG Essen-Schönebeck FFC Francfort FSV Francfort SC Fribourg Hambourg SV FFC Heike Rheine FFC Turbine Potsdam VfL Wolfsbourg \| Localisation des clubs engagés dans le championnat. |
| SC Bad Neuenahr Bayern Munich TSV Crailsheim FCR Duisbourg SG Essen-Schönebeck FFC Francfort FSV Francfort SC Fribourg Hambourg SV FFC Heike Rheine FFC Turbine Potsdam VfL Wolfsbourg                                                           |

## Participants
Ce tableau présente les douze équipes qualifiées pour disputer le championnat 2004-2005. On y trouve le nom des clubs, la date de création du club, l'année de la dernière montée au sein de l'élite, leur classement de la saison précédente, le nom des stades ainsi que la capacité de ces derniers.
Légende des couleurs
- Qualifié pour le second tour de la Coupe féminine de l'UEFA 2004-2005.
- Promu de Regionalliga.

| Nom du club         | Date de création | Dernière montée | Cls 2004 | Stade                      | Capacité | Nb T. |
| ------------------- | ---------------- | --------------- | -------- | -------------------------- | -------- | ----- |
| FFC Turbine Potsdam | 1971             | 1994            | 1        | Karl-Liebknecht-Stadion    | 10 499   | 1     |
| FFC Francfort       | 1973             | 1990            | 2        | Stadion am Brentanobad     | 5 200    | 4     |
| FFC Heike Rheine    | 1986             | 2000            | 3        | Jahnstadion                | 4 009    | /     |
| FCR Duisbourg       | 1977             | 1993            | 4        | PCC-Stadion                | 3 000    | 1     |
| Bayern Munich       | 1970             | 2000            | 5        | Sportpark Aschheim         | 3 000    | 1     |
| Hambourg SV         | 1970             | 2003            | 6        | Wolfgang-Meyer-Sportanlage | 2 018    | /     |
| SC Bad Neuenahr     | 1907             | 1997            | 7        | Apollinarisstadion         | 4 580    | 1     |
| VfL Wolfsbourg      | 1973             | 1998            | 8        | VfL-Stadion am Elsterweg   | 17 600   | /     |
| FSV Francfort       | 1970             | 1990            | 9        | Stadion am Bornheimer Hang | 12 500   | 3     |
| SC Fribourg         | 1975             | 2001            | 10       | Möslestadion               | 18 000   | /     |
| TSV Crailsheim      | 1971             | 2004            | Reg.     | Schönebürgstadion          | 5 500    | /     |
| SG Essen-Schönebeck | 2000             | 2004            | Reg.     | Stadion Essen              | 20 650   | /     |

## Compétition

### Classement
Le classement est calculé avec le barème de points suivant : une victoire vaut trois points, le match nul un et la défaite zéro.
Les critères utilisés pour départager en cas d'égalité au classement sont les suivants :
1. différence entre les buts marqués et les buts concédés sur la totalité des matchs joués dans le championnat ;
2. plus grand nombre de buts marqués sur la totalité des matchs joués dans le championnat.

| Rang | Équipe                  | Pts | J  | G  | N | P  | Bp | Bc | Diff |
| ---- | ----------------------- | --- | -- | -- | - | -- | -- | -- | ---- |
| 1    | FFC Francfort           | 63  | 22 | 21 | 0 | 1  | 78 | 16 | +62  |
| 2    | FCR Duisbourg           | 56  | 22 | 18 | 2 | 2  | 91 | 20 | +71  |
| 3    | FFC Turbine Potsdam T C | 49  | 22 | 16 | 1 | 5  | 79 | 29 | +50  |
| 4    | Bayern Munich           | 33  | 22 | 10 | 3 | 9  | 39 | 37 | +2   |
| 5    | SC Bad Neuenahr         | 33  | 22 | 10 | 3 | 9  | 40 | 42 | -2   |
| 6    | FSV Francfort           | 26  | 22 | 7  | 5 | 10 | 37 | 51 | -14  |
| 7    | FFC Heike Rheine        | 25  | 22 | 7  | 4 | 11 | 36 | 54 | -18  |
| 8    | SC Fribourg             | 23  | 22 | 7  | 2 | 13 | 30 | 56 | -26  |
| 9    | Hambourg SV             | 20  | 22 | 6  | 2 | 14 | 20 | 48 | -28  |
| 10   | SG Essen-Schönebeck P   | 20  | 22 | 6  | 2 | 14 | 28 | 63 | -35  |
| 11   | TSV Crailsheim P        | 18  | 22 | 6  | 0 | 16 | 19 | 49 | -30  |
| 12   | VfL Wolfsbourg          | 17  | 22 | 5  | 2 | 15 | 26 | 58 | -32  |

| Légende : | Légende : |
| --------- | --- |
|           | Qualifié pour la Coupe féminine de l'UEFA 2005-2006 (Seconde phase de groupes). |
|           | Relégué en 2. Frauen-Bundesliga. |
|           | T Tenant du titre. P Promu de Regionalliga. C Vainqueur de la DFB-Pokal Frauen 2004-2005. Pts points ; G victoires ; N matchs nuls ; P défaites Bp buts marqués ; Bc buts encaissés ; Diff différence de buts |

### Résultats
| Résultats (▼dom., ►ext.)                                   | Bad | ByM | Cra | Dui | Ess | Fra | Fra | Fri | Ham | Hei | Tur | Wol |
| SC Bad Neuenahr                                            |     | 0-0 | 3-0 | 1-5 | 3-0 | 1-2 | 4-1 | 2-0 | 0-1 | 0-2 | 0-3 | 2-1 |
| Bayern Munich                                              | 1-4 |     | 3-0 | 0-2 | 0-0 | 0-4 | 3-1 | 5-1 | 0-1 | 2-3 | 4-3 | 4-0 |
| TSV Crailsheim                                             | 0-1 | 1-2 |     | 0-5 | 0-3 | 1-5 | 0-1 | 1-2 | 0-3 | 0-2 | 1-5 | 1-0 |
| FCR Duisbourg                                              | 8-0 | 3-3 | 3-0 |     | 3-0 | 2-1 | 7-0 | 0-0 | 5-0 | 5-2 | 3-2 | 6-0 |
| SG Essen-Schönebeck                                        | 2-5 | 0-6 | 0-2 | 1-4 |     | 0-6 | 0-3 | 0-2 | 2-1 | 0-2 | 0-4 | 5-2 |
| FFC Francfort                                              | 4-0 | 4-0 | 4-1 | 3-1 | 6-0 |     | 2-1 | 4-0 | 2-0 | 3-2 | 5-2 | 1-0 |
| FSV Francfort                                              | 2-2 | 1-0 | 3-1 | 1-6 | 0-3 | 2-4 |     | 2-2 | 2-1 | 3-3 | 1-2 | 0-2 |
| SC Fribourg                                                | 1-3 | 0-1 | 1-3 | 0-3 | 5-4 | 1-5 | 3-2 |     | 1-0 | 0-3 | 0-4 | 1-3 |
| Hambourg SV                                                | 2-1 | 0-1 | 0-1 | 1-7 | 0-0 | 0-5 | 3-4 | 1-5 |     | 2-0 | 0-6 | 1-0 |
| FFC Heike Rheine                                           | 1-1 | 2-3 | 0-2 | 0-8 | 1-3 | 1-3 | 2-2 | 3-1 | 2-0 |     | 0-5 | 2-5 |
| FFC Turbine Potsdam                                        | 6-4 | 3-1 | 0-2 | 5-0 | 6-2 | 1-2 | 0-0 | 7-1 | 2-1 | 5-2 |     | 4-0 |
| VfL Wolfsbourg                                             | 0-3 | 4-0 | 3-2 | 0-5 | 2-3 | 0-3 | 1-5 | 0-3 | 2-2 | 1-1 | 0-4 |     |
| - Victoire à domicile - Match nul - Victoire à l'extérieur |     |     |     |     |     |     |     |     |     |     |     |     |

## Bilan de la saison
| Championnat d'Allemagne féminin de football 2004-2005 |                          |
| Champion                                              | FFC Francfort (5e titre) |
| Dauphin                                               | FCR Duisbourg            |
| Coupes et trophées                                    |                          |
| Vainqueur DFB-Pokal Frauen 2004-2005                  | FFC Turbine Potsdam      |
| Qualifications continentales                          |                          |
| Coupe féminine de l'UEFA 2005-2006                    | FFC Francfort            |
| Coupe féminine de l'UEFA 2005-2006                    | FFC Turbine Potsdam      |
| Promotions et relégations                             |                          |
| Promus en Frauen-Bundesliga                           | FFC Brauweiler Pulheim   |
| Promus en Frauen-Bundesliga                           | VfL Sindelfingen         |
| Relégués en 2. Frauen-Bundesliga                      | TSV Crailsheim           |
| Relégués en 2. Frauen-Bundesliga                      | VfL Wolfsbourg           |

## Statistiques
| Cls | Joueuse            | Club                | Buts |
| --- | ------------------ | ------------------- | ---- |
| 1   | Shelley Thompson   | FCR Duisbourg       | 30   |
| 2   | Inka Grings        | FCR Duisbourg       | 25   |
| 3   | Birgit Prinz       | FFC Francfort       | 18   |
| 4   | Sandra Albertz     | FFC Francfort       | 17   |
| 4   | Anja Mittag        | FFC Turbine Potsdam | 17   |
| 4   | Conny Pohlers      | FFC Turbine Potsdam | 17   |
| 7   | Renate Lingor      | FFC Francfort       | 15   |
| 8   | Petra Wimbersky    | FFC Turbine Potsdam | 13   |
| 9   | Isabell Bachor     | SC Bad Neuenahr     | 12   |
| 9   | Kerstin Garefrekes | FFC Francfort       | 12   |
| 9   | Charline Hartmann  | SG Essen-Schönebeck | 12   |